# Viola boliviana
Viola boliviana là một loài thực vật có hoa trong họ Hoa tím. Loài này được Britton miêu tả khoa học đầu tiên năm 1889.